# Семен Дмитрович
Семен Дмитрович (рос. Симеон Дмитриевич; д/н — 21 грудня 1402) — великий князь Нижньогородсько-Суздальський у 1395 або 1399 році, князь Суздальський у 1383—1401 роках.

## Життєпис
Син Дмитра Костянтиновича, великого князя володимирського і князя суздальського. У 1365 році батько відправив Семена і його брата Василя для перемовин із братом Борисом Костянтиновичем, який захопив велике князівство Нижньогородське, що після смерті старшого брата Андрія повинно було перейти до Дмитра. Борис не пустив небожів до Нижнього Новгорода. Згодом Борис брав участьу поході московських військ, які змусили Бориса підкоритися.
У 1382 році разом зі братом Василем брав участь в поході хана Тохтамиша на Москву. Брати виманили захисників міста на переговори, гарантувавши їм безпеку. Однак татари порушили обіцянку, вбили переговірників і увірвалися в місто. Москва піддалася страшному руйнуванню: близько 24 тисяч жителів були вбиті, а місто повністю спалене.
1383 року після смерті батька підтримав претензії брата на велике князівство Нижньогородське, але гору здобув стрийко Борис. Натомість Семен і Василь стали суздальськими князями.
1387 року Семенн допоміг братові вигнати Бориса Костянтиновича з Нижнього Новгорода. За цим став повновладним князем Суздаля. Але 1390 року Василя знову було вигнано Борисом. У 1393 році великий князь Василь I купив в Орді ярлик на Нижньогородське велике князівство, звідки вигнав Бориса. Семен і Василь не відмовилися від претензій на цей князівство. У 1394 році їм вдалося вкотре відвоювати Нижній Новгород, але невдовзі його втратили, а також Суздаль, отримавши маленький Шуйський уділ.
1395 або 1399 року з булгарським і татарськими загонами він захопив Нижній Новгород, після чого його війська на чолі з ханським сином Ентяком, не послухавшись наказу, розграбували місто. Скільки Семен тут протримався невідомо. Проте у 1401 році за його відсутності московське військо захопило Суздаль разом з родиною Семена. Тому він зрештою підкорився Василю I Дмитровичу, великому князю Московському. За цим Семена було заслано до В'ятки, де той помер 1402 року.

## Родина
Дружина — Олександра
Діти:
- Василь, князь Шуйський